# Tours de Vajolet
Les tours de Vajolet (en allemand Vajolet-Türme et en italien Torri del Vajolet, en ladin Ciampanii dl Vajolet) sont un sommet des Alpes culminant à 2 813 m dans les Dolomites. Elles dressent leurs pointes acérées dans le massif du Catinaccio, en Italie.

## Toponymie
Les tours Winkler, Stabeler et Delago portent le nom de leur premiers ascensionnistes.

## Géographie

### Situation
Les tours de Vajolet se situent en bordure du val di Fassa à environ 20 km à l'est de Bolzano de part et d'autre de la frontière avec le Trentin, mais la cime principale est entièrement dans la province autonome de Bolzano (ou Tyrol du Sud). Elles font partie du parc naturel Sciliar - Catinaccio (en allemand Schlern-Rosengarten).

### Topographie
Les tours du Vajolet se composent de plusieurs sommets au profil acéré : la Torre Delago (2 790 m), la Torre Stabeler (2 805 m), la Torre Piaz (2 670 m), la Torre Winkler (2 800 m), la Torre Nord (2 810 m), la Torre Principale (2 813 m) et la Torre Est (2 813 m).

### Géologie
Le massif des Dolomites, auquel appartiennent les tours de Vajolet, est caractérisé par une abondance de dolomie, roche sédimentaire carbonatée.

## Premières ascensions
- 28 août 1882 : Torre Principale par le guide Giorgio Bernard et Gottfried Merzbacher.
- 17 septembre 1887 : face sud-est de la Torre Winkler par Georg Winkler (en solitaire).
- 22 septembre 1895 : face sud de la Torre Delago par Hermann Delago.
- 12 juillet 1892 : Torre Nord par Hans Stabeler et Hans Helversen.
- 12 juillet 1892 : Torre Est par Hans Stabeler et Hans Helversen.
- 16 juillet 1892 : face sud-est de la Torre Stabeler par Johann Niederwieser et Hans Helversen.
- 2 septembre 1899 : Torre Piaz par Tita Piaz (en solitaire).
- 19 août 1908 :  face sud de la Torre Stabeler par Rudolf Fehrmann (en) et Oliver Perry-Smith.
- 9 août 1911 : éperon sud-ouest (spigolo Piaz) à la Torre Delago par Titaz Piaz, Irma Glaser et Francesco Jori.
- 11 septembre 1929 :  face sud de la Torre Winkler, directe Steger par Fred Darè Masi, Alfredo Paluselli, Hans Steger et Paula Wiesinger.
- 1932 : paroi nord de la Torre Winkler par Tita Piaz.
- 1935 : arête est de la Torre Winkler par Tita Piaz.

## Alpinisme
Vu leur verticalité, la plupart des voies d'ascension sont difficiles. Parmi celles-ci, on peut noter :
- Torre Stabeler : 
  - arête sud-est - voie normale (AD) ;
  - face sud voie Fehrmann (D).
- Torre Winkler : 
  - voie Winkler (D) ;
  - face sud directe Steger (TD+) ;
  - paroi nord (ED).
- Torre Delago : 
  - éperon sud-ouest - spigolo Piaz (D) ;
  - arête sud-ouest (TD+).

## Accès
- Refuge Gardeccia (1 950 m)
- Refuge Vajolet (2 240 m)
- Refuge Re Alberto I - Gartlhütte (2 600 m)